# Аллен Частанет
Аллен Майкл Частанет (20 листопада 1960 , Мартиніка ) — бізнесмен і політик Сент-Люсії, прем'єр-міністр Сент-Люсії 7 червня 2016 — 28 липня 2021. 
Політичний лідер Об'єднаної робочої партії, а також представник парламенту виборчого округу Мікуд Південний.  Раніше, у 2006 — 2011 роках, обіймав посаду міністра туризму та цивільної авіації Сент-Люсії.

## Освіта
В 1979 році закінчив школу в Станстед коледж (Станстед, Квебек). Здобув ступінь бакалавра від єпископського університету і ступінь магістра з Американського університету.

## Ділова кар'єра
Частанет працював віце-президентом з маркетингу та продаж "Air Jamaica". Він є керуючим директором Coco Palm Hotel.

## Політична кар'єру
Частанет працював міністром туризму та цивільної авіації і членом Сенату Сент-Люсії з 2006 по 2011 рік. Безуспішно балотувався в парламент під час виборів 2011 року. У 2013 році обраний лідером опозиційної Об'єднаної робочої партії. У 2016 році виграв парламентські вибори від округу Мікуд Південний. Приведений до присяги як прем'єр-міністр 7 червня 2016.
26 липня 2021 року Частанет та його політична партія Об’єднана робоча партія програли на загальних виборах 2021
 
— вони зазнали поразки від Лейбористської партії Сент-Люсії

## Особисте життя
Аллен Частанет — син бізнесмена Майкла Частанета. Одружений, має двоє дітей.